# 18 Pułk Moździerzy

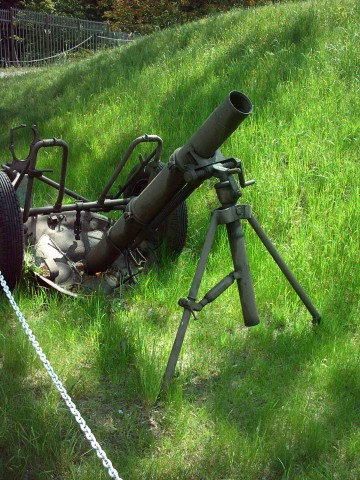
120 mm moździerz wz. 1938

18 pułk moździerzy – oddział artylerii ludowego Wojska Polskiego.
Pułk sformowany został w maju 1951. Stacjonował w Gubinie – Komorowie, a od 1953 w Torzymiu. Podlegał dowódcy 19 Dywizji Zmechanizowanej. W 1955 jednostkę rozformowano.

## Skład organizacyjny
- Dowództwo pułku[2]
  - dwa dywizjony moździerzy
  - pułkowa szkoła podoficerska

Uzbrojenie pułku stanowiły 42 moździerze 120 mm wz 38.